# Nils Collin

Magellanic Gold Medal 1795

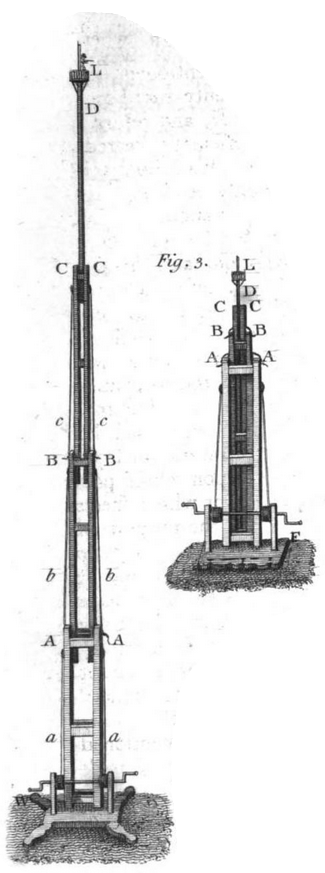
Speedy Elevator av Nils Collin, 1799

Nils Collin, född 2 augusti 1746 i Funbo socken, död 7 oktober 1831 i Philadelphia, var en svensk-amerikansk präst.
Collin blev 1769 filosofie magister i Uppsala och samma år präst i de svenska församlingarna i Nordamerika där han verkade från 1770 fram till sin död. 1770 tillträdde han som kyrkoherde vid Trinitykyrkan i Raccoon (dagens Swedesboro), från 1786 verkade han vid Gloria Deikyrkan i Wicacoa i dagens Philadelphia. Sedan hans kollega i Christina avlidit 1791, var Collin den ende svenske prästen i Amerika. Svenska språket var där då nästan utdött, men Collin fortsatte att predika på svenska ännu in på 1820-talet. 
Collin hade ett stort intresse för naturvetenskaperna och brevväxlade med flera svenska naturforskare, hemsände frön av olika amerikanska växter och böcker till Kungliga Vetenskapsakademiens bibliotek, där hans anteckningar inom meteorologi, geografi, botanik med flera ämnen nu förvaras. År 1795 fick han ta emot guldmedaljen av American Philosophical Society.
Collin invaldes 1793 som utländsk ledamot av Kungliga Vetenskapsakademien som år 1938 lät prägla en medalj till hans minne.